# Sayd Bahodine Majrouh
Œuvres principales
- Le suicide et le chant (1988)
- Ego-Monstre, en deux tomes :
  - Le Voyageur de Minuit (1989)
  - Le Rire des Amants (1991)

Compléments
- Directeur du Centre Afghan d'Information (1981-1988)

Sayd Bahodine Majrouh (en pachto : سید بہاؤ الدین مجروح), né le 12 février 1928 à Kaboul (Afghanistan) et mort le 11 février 1988 à Peshawar (Pakistan), est un écrivain, poète, philosophe, folkloriste, homme politique et militant afghan d'ethnie pashtoune.

## Biographie
Sayd Bahodine Majrouh, docteur en philosophie de l'Université de Montpellier, a été doyen de la Faculté des lettres de Kaboul et gouverneur de la province de Kâpîssâ. Il est le fils de Sayd Shamsoudine Majrouh, qui a été membre du Parlement afghan, ministre de la Justice, ministre des Affaires tribales, sénateur et ambassadeur en Égypte (entre 1950 et 1973),.

### Auteur d'Ego-Monstre
Son œuvre majeure en tant qu'écrivain est Ego-Monstre, un vaste conte philosophique à teneur militante et prophétique, mariant poésie, philosophie et fiction, dans lequel il attaque et déplore la tyrannie (dont le Monstre titulaire constitue l'incarnation) sous toutes ses formes. Ayant lui-même connu plus d'un visage de la tyrannie dans son propre pays, Majrouh y exprime et décrit la souffrance des individus et des peuples en proie au Monstre, ses diverses manifestations ou ses continuateurs. Par le truchement de paraboles, d'archétypes et de personnages symboliques, il exalte avec des accents soufis et plaide pour l'amour, la liberté et la beauté contre les affres de la cruauté, de la mégalomanie, de l'égoïsme et du nihilisme.
Au fil des années, Majrouh s'est livré à un important travail d'écriture, de réécriture, d'adaptation et d'édition d'Ego-Monstre : une première version rédigée en persan dari paraît en 1973, une seconde version rédigée en pashto en 1977, une traduction anglaise partielle de l'original dari révisé en 1984, puis la version française finale (quoique inachevée) à la fois réécriture et traduction, par les soins de Serge Sautreau, du texte dari révisé. Le texte français fut publié à titre posthume en deux tomes – Le Voyageur de Minuit en 1989 et Le Rire des Amants en 1991 – et a servi de base aux traductions en d'autres langues, dont l'arabe, l'italien et le danois.

### Folkloriste
En tant que folkloriste, Majrouh s'est tôt intéressé à la culture populaire et à sa préservation. C'est ainsi que, avec l'aide de sa belle-sœur, il a récolté chansons et témoignages auprès de femmes pashtounes pour ensuite rédiger ce qui deviendra Le suicide et le chant, une anthologie de distiques poétiques d'origine populaire précédés d'une étude, édité en 1988 avec la collaboration d'André Velter. De plus, il s'est chargé d'enregistrer des chansons populaires, avec ou sans musique, à fin de conservation du patrimoine afghan menacé pendant la guerre.

### Directeur du Centre Afghan d'Information
Majrouh fonda en 1981 et dirigea jusqu'à sa mort en 1988 le Centre Afghan d'Information (Afghan Information Centre) qu'il établit à Peshawar, son lieu d'exil tout près de la frontière afghano-pakistanaise, dans la province de Khyber Pakhtunkhwa au Pakistan. Le Centre se veut une organisation à but non lucratif, indépendante et non-partisane. En 1989, les objectifs du Centre étaient de reporter la situation exacte à l'intérieur de l'Afghanistan en se basant sur des informations exactes et fiables obtenues de l'intérieur même du pays, et de rendre ces informations disponibles sous la forme d'articles, de bulletins de nouvelles, d'enregistrements, de photographies et de films aux médias internationaux ainsi qu'aux individus et organisations privées et publiques internationales intéressées par ce qui se passe en Afghanistan.
Durant la guerre, le Centre, son directeur et leurs publications étaient reconnus internationalement comme la source d'information et d'analyse afghane la plus fiable, indépendante, complète et objective concernant plusieurs aspects de la guerre et de la Résistance. Les journalistes s'y appuyaient largement et Majrouh donnait de nombreuses conférences en Europe et aux États-Unis. Un de ses fils, Naïm Majrouh, a succédé à la direction du Centre par la suite et est éditeur en chef du Afghanistan Quarterly, poursuivant ainsi l’œuvre de son père.

### Décès
La veille de son soixantième anniversaire, Majrouh fut la victime d'un assassinat de nature politique et partisane l'après-midi du 11 février 1988 à sa résidence de Peshawar. Les sources divergent quant aux motifs exacts derrière le crime : on blâme des agents du KGB ou du KHAD (alliés pendant la guerre) ainsi que des supporteurs du Hezb-e-Islami Gulbuddin enragés par la prise de position ouvertement monarchiste de Majrouh qui préférait, à l'instar d'une large part de la population afghane, la réinstallation de Mohammed Zaher Chah au pouvoir plutôt que n'importe quel autre leader tribal ou parti politique. Selon le journaliste Steve Coll, cet attentat a été interprété comme une attaque d'intimidation et de prévention de la part de Gulbuddin Hekmatyar contre ceux favorisant Zaher Chah une fois l'Afghanistan libérée de la présence soviétique.

## Œuvres

### En français
- Sayd Bahodine Majrouh, « Petite anthologie de la poésie féminine », Pashto Quarterly, vol. 1, no 3, Spring 1978
- Sayd Bahodine Majrouh (traduit du pashtou et adapté par André Velter et l'auteur), Le suicide et le chant. Poésie populaire des femmes pashtounes, Les Cahiers des Brisants, 1988  (ISBN 2-905395-64-8)
  - Réédition : Gallimard, coll. « Connaissance de l'Orient », Série Asie centrale, 1994  (ISBN 2-07-073600-8)
- Sayd Bahodine Majrouh (traduit du persan dari par Serge Sautreau et l'auteur), Chants de l'errance, Éditions de la Différence, coll. « Orphée », 1989 [Fiche du livre sur le site des Éditions de la Différence (page consultée le 22 juillet 2010)]
- Sayd Bahodine Majrouh (texte français par Serge Sautreau), Le Voyageur de Minuit (Ego-Monstre I), Phébus, coll. « Domaine persan », 1989, 204 p.  (ISBN 2-85940-123-7)
  - Rééditions : Éditions de l'Aube, coll. « Aube Poche », 1997  (ISBN 2-8767-8327-4) et 2000  (ISBN 2-8767-8563-3)
- Sayd Bahodine Majrouh (texte français par Serge Sautreau), Le Rire des Amants (Ego-Monstre II), Phébus, coll. « Domaine persan », 1991, 309 p.  (ISBN 2-85940-217-9)
- Sayd Bahodine Majrouh (texte français par Serge Sautreau), Rire avec Dieu. Aphorismes et contes soufis, Albin Michel, coll. « Spiritualités vivantes » (no 130), 1995, 197 p.  (ISBN 2-226-07814-2)

Quelques-uns de ses textes sont parus dans un livre de photos :
- Chris Steele-Perkins (textes de André Velter, Sayd Bahodine Majrouh et Chris Steele-Perkins), Afghanistan, Marval Éditions, 2000  (ISBN 2-86234-297-1)

### En d'autres langues
Il est à noter que Majrouh a également publié plusieurs ouvrages dans les deux langues officielles de l'Afghanistan – soit le pashto et le persan dari – et qui n'ont pas été traduits en langues européennes, ce qui explique leur absence de cette liste incomplète.
- (en) Alfred Brauner, Dr. Françoise Erna Brauner & Sayed Bahaouddin Majrooh, Children in War: Drawings from the Afghan Refugee Camps, Society for Central Asian Studies, « Central Asian Survey Incidental Paper No. 5 », 1988[9]
- (en) Sayd Bahauddin Majrooh, Sufism and the Modern World[10]
- (fa) Sayed Bahuddin Majrouh, « Sair-ul 'Ibad Ilal Ma'ad de Sanai de Ghazna » [« L'acheminement des créatures vers le lieu suprême du retour : sa signification et son intention »], Afghanistan, vol. 30, no 2, 1977, p. 1-24[14]